# Пустельга
Пустельга́ — название нескольких видов птиц рода Соколы (лат. Falco). Насчитывается более десяти видов, из которых в России обитают два вида: обыкновенная пустельга и степная пустельга, последняя занесена в Красную книгу России как исчезающий вид. Пустельги отличаются своим поведением во время охоты, когда они парят на высоте 10—20 м над землёй, высматривая жертву, обычно небольших млекопитающих, ящериц и крупных насекомых. Другие соколы более приспособлены к активной охоте в полёте. Кроме того, значительная часть оперения пустельги имеет бурый цвет.

## Происхождение названия
В восточнославянских языках есть два названия этой птицы: в русском она называется «пустельга», в украинском — «боривітер». В английском языке птица называется «kestrel». По одной версии, «пустельга» происходит от слова «пустой», в связи с чем распространено ошибочное мнение о том, что птица непригодна для соколиной охоты, вопреки тому, что она успешно применяется как ловчая. Синонимом слова «пустельга» в Словаре русских синонимов указано слово «пустышка». По другой, более реалистичной версии, название «пустельга» птица получила от способа охоты на открытых пространствах (пастбищах) и происходит от основы «пас» (звучало примерно «пастельга») и имело значение «высматривающая». Украинское название — «боривітер» (произносится [боры́витэр], в буквальном переводе — борющаяся с ветром), вероятно, связано с тем, что при парении пустельга летит клювом к любому небольшому встречному ветру.

## Виды и группы
Виды пустельг не образуют монофилетической группы. Их разделяют на:
- скуло-полосую кладу, или группу обыкновенной пустельги:
  - Маврикийская пустельга (Falco punctatus),
  - Мадагаскарская пустельга (Falco newtoni),
  - Молуккская пустельга (Falco moluccensis), обитает в Индонезии,
  - Обыкновенная пустельга (Falco tinnunculus), обитает в Европе, Азии и Африке,
    - Подвид обыкновенной пустельги Falco tinnunculus rupicolus, обитает в Южной Африке, иногда выделяется в отдельный вид Falco rupicolus,

  - †Реюньонская пустельга (Falco duboisi) — вымерла около 1700 года, обитала на острове Реюньон в Индийском океане,
  - Седобородая пустельга, или Австралийская пустельга (Falco cenchroides), водится в Австралии и Новой Гвинее,
  - Сейшельская пустельга (Falco araea);
- базальную группу настоящих пустельг:
  - Большая пустельга (Falco rupicoloides), обитает в Восточной и Южной Африке,
  - Лисья пустельга (Falco alopex), обитает в Экваториальной Африке,
  - Степная пустельга (Falco naumanni), обитает в Южной Европе, Индии и Северной Африке;
- африканских серых пустельг (отдалённая группа):
  - Пустельга Дикинсона, или Черноспинный сокол (Falco dickinsoni), обитает в Восточной Африке, до Южной Африки,
  - Мадагаскарская полосатая пустельга (Falco zoniventris), обитает на Мадагаскаре;
  - Серая пустельга (Falco ardosiaceus), обитает от Центральной до Южной Африки,
- американскую пустельгу
  - Воробьиная пустельга, или Американская пустельга (Falco sparverius), обитает в Северной и Южной Америке.

## Описание и эволюция
Оперение часто отличается у самцов и самок, что необычно для соколов. Как обычно у моногамных хищных птиц, самка немного крупнее самца. Это позволяет паре заполнять различные пищевые ниши их места обитания. Пустельги смелые и хорошо приспособились к близости человека, гнездятся в зданиях и охотятся на крупных магистралях. Пустельги не строят гнёзд, но используют гнёзда, построенные другими видами.
Большинство видов, называемых пустельгами, образуют кладу. На это указывают результаты сравнения их митохондриальной ДНК (а именно гена цитохрома b), а также их морфологии.
Предположительно, пустельги выделились среди других соколов около границы миоцена — плиоцена (мессинский — занклский века, около 7—3,5 млн лет назад). Наиболее базальную группу пустельг составляют три вида, обитающих в Африке и около неё, у которых отсутствует скуловая полоса, как и других соколов, но в отличие от других настоящих пустельг, есть большие участки серого на крыльях. Примерно в течение гелазского века (позднего плиоцена или раннего плейстоцена, примерно 2,5—2 млн лет назад), появилась основная линия настоящих пустельг; она содержит виды, характеризующиеся скуловой полосой. Они тоже, вероятно, развивались в Африке, а затем распространилась по всему Старому Свету и добрались до Австралии — в течение среднего плейстоцена, менее миллиона лет назад. Эта группа содержит несколько таксонов, живущих на островах Индийского океана. Группа из трёх видов с преобладанием серого цвета из Африки и Мадагаскара, как правило, рассматриваются как пустельги из-за их общей формы и привычек, но, вероятно, отличаются от настоящих пустельг, описанных выше.
Американская, или воробьиная, пустельга является единственным в Новом Свете видом из видов, называемых пустельгой. Молекулярные данные, а также морфологические особенности (такие, как серые крылья у самцов и чёрное пятно на месте уха) и биогеография, подкрепляют мнение, что этот вид, также относящийся к роду Соколы, не является пустельгой в филогенетическом смысле, и ближе к чеглоку.

## Полёт
Пустельги могут летать в неподвижном воздухе, даже в помещении, в амбаре. При парении они летят лицом к любому небольшому встречному ветру.
Большинство видов пустельг хорошо известны своим зрелищным трепещущим полётом. Они используют его для поиска добычи, зависая на месте на высоте 10—20 м и высматривая подходящий объект охоты. Взмахи крыльев при этом очень быстрые и частые, хвост развёрнут веером и немного опущен вниз. Крылья двигаются в одной широкой горизонтальной плоскости и одновременно перемещают большие массы воздуха. Заметив потенциальную добычу, например, полёвку, пустельга пикирует вниз и хватает её, притормаживая уже у самой земли. Способностью к трепещущему полёту обладают чайки, крачки, мелкие хищники, высматривающие добычу. Сходным образом «повисают» в воздухе около цветка высасывающие нектар колибри; при этом крыло совершает 50—80 взмахов в секунду. Трепещущий полёт свойственен также некоторым насекомым.
Быстрый облёт охотничьих угодий — маршрутный полёт — достигается с помощью стремительных взмахов крыльев. При благоприятном ветре или в процессе поедания добычи пустельга может также планировать.

## Особенности охоты

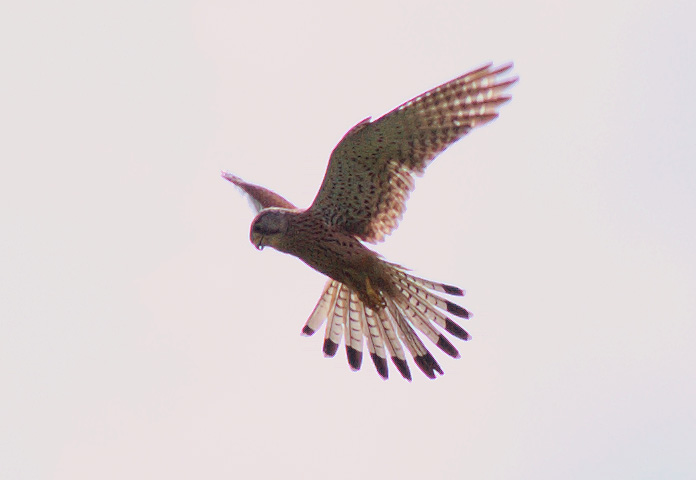
Пустельга на охоте в Битцевском лесу на Лысой Горе

Пустельга относится к тому типу хищных птиц, которые хватают добычу когтями и убивают ударом клюва в затылок.
Частично охота протекает с присады, в качестве которой сокол использует частокол, телеграфные столбы или сучья деревьев, высматривая оттуда жертву. Типичным для пустельги является трепещущий полёт. Это высокоспециализированная форма управляемого полёта, при которой сокол долгое время «стоит» в воздухе на определённом месте, совершая очень частые взмахи крыльями, и которая весьма энергозатратна. Однако при сильном встречном ветре птица использует некоторые приёмы, позволяющие экономить энергию. В то время, как голова сокола находится в зафиксированном положении, его тело в течение долей секунды скользит назад до тех пор, пока шея максимально не вытянется. Затем он снова активными ударами крыльев продвигается вперёд, пока шея максимально не согнётся. Экономия энергии по сравнению с непрерывным трепещущим полётом составляет 44 %. Кроме того, трепещущий полёт всегда совершается над такими местами, где пустельга по заметным ей следам мочи (она видит ультрафиолетовый спектр, в котором моча хорошо видна) предполагает наличие большого количества добычи.
Охота на лету практикуется пустельгами только при особых условиях. Она происходит, когда городским птицам нужно застать врасплох стаю певчих птиц или когда в сельскохозяйственных угодьях обнаружена большая группа мелких птиц. Возможно, некоторые городские соколы и пустельги большей частью переключаются на охоту на птиц, чтобы выжить в городских условиях. Кроме того, как минимум несколько особей[где?] регулярно охотятся на птенцов одичавших сизых голубей.
Иногда можно наблюдать, как молодые пустельги ищут дождевых червей на свежевспаханных полях.

## Упоминание в литературе
- В романе «Меч предназначения» (Анджей Сапковский) упоминается чёрная пустельга, которая используется чародейкой Йеннифэр для передачи посланий ведьмаку Геральту и волшебнику Истредду. Упоминается также в рассказе Константина Паустовского «Телеграмма».

## Упоминание в названии программного обеспечения
- Kestrel — межплатформенный веб-сервер для платформы ASP.NET Core[11].